# 唐納德·斯萊克

唐納德·範·斯萊克（英語：Donald Van Slyke，1883年4月23日—1971年5月4日），美国荷兰裔生物化学家。其成就包括317篇期刊论文和5本书，获得多种奖项，包括美国国家科学奖章和第一届AMA Scientific Achievement Award。缓冲溶液的可並用单位-斯莱克为纪念他而命名。同样的还有范氏氨基氮测定法。

## 早年和教育经历
1883年4月23日，範·斯萊克出生在Pike (town), New York。他分别在1905年和1907年在密歇根大学（也是其父的母校）获得学士学位和博士学位。博士导师为摩西·冈伯格。

## 博士后时期的研究
1907年，範·斯萊克在洛克菲勒大學做博士後，导师菲巴斯·利文。1911年，利文安排他前往柏林从师赫尔曼·埃米尔·费歇尔。早期其工作集中在蛋白质的氨基酸结构上，这段时间他最大的成就是发现了羥賴氨酸。